# Blast.tv Austin Major 2025
BLAST.tv Austin Major 2025 je turnajem ve hře Counter-Strike 2. Jedná se o 22. turnaj nejvyšší kategorie Major a zároveň o třetí takový turnaj ve hře Counter-Strike 2. Turnaj se koná v Austinu od 3. června do 22. června 2025.

## Pozadí
Counter-Strike 2 (CS2) je multiplayerová střílečka z pohledu první osoby vyvinutá společností Valve Corporation. Jedná se o pátou hru ze série Counter-Strike.
Tato událost je třetím Major turnajem ve hře Counter-Strike 2.
Obhájci titulu Major jsou Team Spirit, kteří získali svůj první titul Major na Perfect World Shanghai Major 2024. 
Titul na tomto Majoru však neobhájili, ve čtvrtfinále prohráli proti týmu MOUZ 1:2 na mapy.

Toto je první turnaj Major od IEM Katowice 2019, do kterého se týmy nekvalifikovaly skrze tzv. Regional Major Rankings (RMR). Týmy dostaly pozvánky do Stage 2 a Stage 3 díky svému umístění ve Valve Regional Standings (VRS) v dubnu 2025. Do Stage 1 se týmy musely probojovat skrze regionální kvalifikace.
Počet týmů na turnaji se poprvé v historii zvýšil ze 24 na 32.

## Formát

### Stage 1
- Termín: 3. červen – 6. červen
- Celkem šestnáct týmů v tabulce švýcarského systému, osm týmů postoupilo do Stage 2
- Eliminace a kvalifikace byly BO3, všechny ostatní zápasy byly BO1

### Stage 2
- Termín: 7. červen – 10. červen
- Celkem šestnáct týmů v tabulce švýcarského systému, osm týmů postoupí do Stage 3
- Eliminace a kvalifikace budou BO3, všechny ostatní zápasy BO1

### Stage 3
- Termín: 12. červen – 15. červen
- Celkem šestnáct týmů v tabulce švýcarského systému, osm týmů postoupí do Playoffs
- Eliminace a kvalifikace budou BO3, všechny ostatní zápasy BO1

### Playoffs
- Termín: 19. červen – 22. červen
- Osm týmů v jedné vyřazovací skupině se umístí podle jejich umístění v předchozím kole
- Všechny zápasy budou BO3

### Mapy
- Ancient
- Anubis
- Dust II
- Inferno
- Mirage
- Nuke
- Train

## Týmy a sestavy
| Stage 3                         | Stage 3                            | Stage 3                       | Stage 3                       |
| Team Vitality                   | MOUZ                               | Team Spirit                   | G2 Esports                    |
| ------------------------------- | ---------------------------------- | ----------------------------- | ----------------------------- |
| Dan „apEX“ Madesclaire          | Ádám „torzsi“ Torzsás              | Leonid „chopper“ Vishnyakov   | Nemanja "huNter-" Kovač       |
| Mathieu „ZywOo“ Herbaut         | Dorian „xertioN“ Berman            | Boris „magixx“ Vorobyev       | Mario "malbsMd" Samayoa       |
| Robin „ropz“ Kool               | Lotan „Spinx“ Giladi               | Myroslav „zont1x“ Plakhotja   | Janusz "Snax" Pogorzelski     |
| Shahar „flameZ“ Shushan         | Jimi „Jimpphat“ Salo               | Danil „donk“ Kryshkovets      | Nikita "HeavyGod" Martynenko  |
| William „mezii“ Merriman        | Ludvig „Brollan“ Brolin            | Dmitriy „sh1ro“ Sokolov       | Aleksander "hades" Miśkiewicz |
| The MongolZ                     | Aurora                             | NaVi                          | Team Liquid                   |
| Garidmagnai „bLitz“ Byambasuren | İsmailсan "XANTARES" Dörtkardeş    | Valerij "b1t" Vakhovsjkyj     | Keith "NAF" Markovic          |
| Sodbayar "Techno4K" Munkhbold   | Engin "MAJ3R" Küpeli               | Aleksi "Aleksib" Virolainen   | Russel "Twistzz" Van Dulken   |
| Usukhbayar "910" Banzragch      | Ali "Wicadia" Haydar Yalçın        | Justinas "jL" Lekavičius      | Roland "ultimate" Tomkowiak   |
| Ayush "mzinho" Batbold          | Özgür "woxic" Eker                 | Mihai "iM" Ivan               | Guy "NertZ" Iluz              |
| Azbayar "Senzu" Munkhbold       | Samet "jottAAA" Köklü              | Ihor "w0nderful" Zhdanov      | Kamil "siuhy" Szkaradek       |
| Stage 2                         |                                    |                               |                               |
| Falcons                         | FaZe Clan                          | 3DMAX                         | Virtus.pro                    |
| Emil "Magisk" Reif              | Håvard "rain" Nygaard              | Lucas "Lucky" Chastang        | Evgeniy "FL1T" Lebedev        |
| Nikola "NiKo" Kovač             | Finn "karrigan" Andersen           | Pierre "Ex3rcice" Bulinge     | Petr "fame" Bolyshev          |
| René "TeSeS" Madsen             | David "frozen" Čerňanský           | Bryan "Maka" Canda            | Denis "electroNic" Sharipov   |
| Damjan "kyxsan" Stoilkovski     | Jonathan "EliGE" Jablonowski       | Filip "Graviti" Branković     | Timur "FL4MUS" Maryev         |
| Ilya "m0NESY" Osipov            | Oleksandr "s1mple" Kostyljev       | Alexandre "bodyy" Pianaro     | Kaisar "ICY" Faiznurov        |
| paiN Gaming                     | FURIA                              | MIBR                          | M80                           |
| Rodrigo "biguzera" Bittencourt  | Yuri "yuurih" Boian                | Raphael "exit" Lacerda        | Michael "Swisher" Schmid      |
| Lucas "nqz" Soares              | Kaike "KSCERATO" Cerato            | Breno "brnz4n" Poletto        | Ethan "reck" Serrano          |
| João "snow" Vinicius            | Gabriel „FalleN“ Toledo            | Felipe "insani" Yuji          | Fritz "slaxz-" Dietrich       |
| David "dav1deuS" Tapia          | Danil "molodoy" Golubenko          | Rafael "saffee" Costa         | Elias "s1n" Stein             |
| Franco "dgt" Garcia             | Mareks "YEKINDAR" Gaļinskis        | Lucas "Lucaozy" Neves         | Mason "Lake" Sanderson        |
| Stage 1                         |                                    |                               |                               |
| Complexity                      | Heroic                             | B8                            | BetBoom                       |
| Johnny "JT" Theodosiou          | Alvaro "SunPayus" Garcia           | Andrij "npl" Kukharsjkyj      | Pavel "s1ren" Ogloblin        |
| Michael "Grim" Wince            | Linus "LNZ" Holtäng                | Dmytro "esenthial" Tsvir      | Aleksandr "zorte" Zagodyrenko |
| Danny "Cxzi" Strzelczyk         | Simon "yxngstxr" Boije             | Danyyl "headtr1ck" Valitov    | Kirill "Magnojez" Rodnov      |
| Nicholas "nicx" Lee             | Yasin "xfl0ud" Koç                 | Aleksei "alex666" Yarmoshchuk | Sergey "Ax1Le" Rykhtorov      |
| Paytyn "junior" Johnson         | Andrey "tN1R" Tatarinovich         | Artem "kensizor" Kapran       | Kirill "Boombl4" Mikhaylov    |
| TYLOO                           | Lynn Vision                        | Wildcard                      | FlyQuest                      |
| Sheng "Attacker" Yuanzhang      | Niu "westmelon" Zhe                | Peter „stanislaw“ Jarguz      | Joshua „INS“ Potter           |
| Yang "JamYoung" Yi              | Zhang "z4kr" Sike                  | Joshua „JBa“ Barutt           | Iulian "regali" Harjău        |
| Chen "Moseyuh" Qianhao          | Tang "EmiliaQAQ" Junjie            | Aran „Sonic“ Groesbeek        | Jay „Liazz“ Tregillgas        |
| Wang "Mercury" Jingxiang        | Ye "Starry" Lizhi                  | Tim „susp“ Ångström           | Declan „Vexite“ Portelli      |
| Ji "Jee" Dongkai                | Su "C4LLM3SU3" Qihao               | Love „phzy“ Smidebrant        | Corey "nettik" Browne         |
| OG                              | Chinggis Warriors                  | Imperial                      | Nemiga                        |
| Maciej "F1KU" Miklas            | Unudelger "controlez" Baasanjargal | Vinicius "VINI" Figueiredo    | Aleksandr "1eeR" Nahornyj     |
| Christoffer "Chr1zN" Storgaard  | Ariunjargal "ariucle" Yadam        | Kaiky "noway" Santos          | Beksūltan "khaN" Ospan        |
| Christian Møss "Buzz" Andersen  | Undrakhbayar "ROUX" Zolbayar       | Lucas "decenty" Bacelar       | Maksim "riskyb0b" Churikov    |
| Olle "spooke" Grundström        | Tugs-Erdene "efire" Erdenebold     | Santino "try" Rigal           | Kirill "Xant3r" Kononov       |
| Nico "nicoodoz" Tamjidi         | Sodbileg "cool4st" Batbaatar       | Richard "chayJESUS" Seidy     | Ivan "zweih" Gogin            |
| NRG                             | Legacy                             | Metizport                     | Fluxo                         |
| Joshua "oSee" Ohm               | Bruno "latto" Rebelatto            | Adam "adamb" Ångström         | Romeu "zevy" Rocco            |
| Jadan "HexT" Postma             | Eduardo "dumau" Wolkmer            | Nicolas "Plopski" Gonzalez    | Andrei "arT" Piovezan         |
| Nicholas "nitr0" Cannella       | Guilherme "saadzin" Pacheco        | Lucas "L00m1" Haukland        | Kayke "kye" Bertolucci        |
| Jeorge "Jeorge" Endicott        | Vinicius "n1ssim" Pereira          | Isak "isak" Fahlén            | Guilherme "piriajr" Barbosa   |
| Alexander "br0" Bro             | Lucas "lux" Meneghini              | Hampus "hampus" Poser         | Matheus "mlhzin" Marçola      |

## Stage 1
| #  | Tým               | V | P | VK  | PK  | RS  | BS | Kvalifikace            |
| -- | ----------------- | - | - | --- | --- | --- | -- | ---------------------- |
| 1  | B8                | 3 | 0 | 66  | 44  | 22  | -1 | Kvalifikace do Stage 2 |
| 2  | Heroic            | 3 | 0 | 63  | 38  | 25  | -4 | Kvalifikace do Stage 2 |
| 3  | BetBoom           | 3 | 1 | 67  | 54  | 13  | 1  | Kvalifikace do Stage 2 |
| 4  | OG                | 3 | 1 | 61  | 29  | 32  | 1  | Kvalifikace do Stage 2 |
| 5  | Nemiga            | 3 | 1 | 59  | 52  | 7   | 0  | Kvalifikace do Stage 2 |
| 6  | Lynn Vision       | 3 | 2 | 114 | 102 | 12  | -1 | Kvalifikace do Stage 2 |
| 7  | Legacy            | 3 | 2 | 80  | 71  | 9   | -2 | Kvalifikace do Stage 2 |
| 8  | TYLOO             | 3 | 2 | 84  | 68  | 16  | -5 | Kvalifikace do Stage 2 |
| 9  | FlyQuest          | 2 | 3 | 91  | 112 | -21 | 5  | Eliminace              |
| 10 | NRG               | 2 | 3 | 68  | 88  | -20 | 5  | Eliminace              |
| 11 | Wildcard          | 2 | 3 | 103 | 119 | -16 | 4  | Eliminace              |
| 12 | Imperial          | 1 | 3 | 68  | 72  | -4  | 3  | Eliminace              |
| 13 | Chinggis Warriors | 1 | 3 | 88  | 91  | -3  | 2  | Eliminace              |
| 14 | Complexity        | 1 | 3 | 44  | 61  | -17 | -1 | Eliminace              |
| 15 | Metizport         | 0 | 3 | 20  | 55  | -35 | -2 | Eliminace              |
| 16 | Fluxo             | 0 | 3 | 42  | 62  | -20 | -5 | Eliminace              |

Osm týmů se kvalifikovalo do Stage 2 – ke kvalifikaci stačily tři výhry.

### Podrobnosti

#### První kolo
| Úvodní zápasy | Úvodní zápasy | Úvodní zápasy | Úvodní zápasy | Úvodní zápasy     |
| Tým           | Skóre         | Mapa          | Skóre         | Tým               |
| ------------- | ------------- | ------------- | ------------- | ----------------- |
| Complexity    | 3             | Ancient       | 13            | OG                |
| Heroic        | 13            | Anubis        | 7             | Chinggis Warriors |
| B8            | 13            | Inferno       | 11            | Imperial          |
| BetBoom       | 13            | Train         | 7             | Nemiga            |
| TYLOO         | 5             | Anubis        | 13            | NRG               |
| Lynn Vision   | 13            | Dust II       | 13            | Legacy            |
| Wildcard      | 13            | Inferno       | 1             | Metizport         |
| FlyQuest      | 13            | Ancient       | 7             | Fluxo             |

#### Druhé kolo
| 1:0 zápasy  | 1:0 zápasy | 1:0 zápasy | 1:0 zápasy | 1:0 zápasy |
| Tým         | Skóre      | Mapa       | Skóre      | Tým        |
| ----------- | ---------- | ---------- | ---------- | ---------- |
| Heroic      | 13         | Dust II    | 5          | NRG        |
| B8          | 13         | Inferno    | 9          | OG         |
| BetBoom     | 6          | Mirage     | 13         | FlyQuest   |
| Lynn Vision | 17         | Nuke       | 19         | Wildcard   |

| 0:1 zápasy        | 0:1 zápasy | 0:1 zápasy | 0:1 zápasy | 0:1 zápasy |
| Tým               | Skóre      | Mapa       | Skóre      | Tým        |
| ----------------- | ---------- | ---------- | ---------- | ---------- |
| Complexity        | 13         | Inferno    | 9          | Fluxo      |
| Chinggis Warriors | 10         | Nuke       | 13         | Legacy     |
| TYLOO             | 13         | Mirage     | 4          | Metizport  |
| Imperial          | 9          | Train      | 13         | Nemiga     |

#### Třetí kolo
| 2:0 zápasy | 2:0 zápasy | 2:0 zápasy                                  | 2:0 zápasy | 2:0 zápasy |
| Tým        | Skóre      | Mapy                                        | Skóre      | Tým        |
| ---------- | ---------- | ------------------------------------------- | ---------- | ---------- |
| Heroic     | 2          | Ancient (13:7) Anubis (11:13) Mirage (13:6) | 1          | FlyQuest   |
| B8         | 2          | Train (14:16) Dust II (13:6) Inferno (13:2) | 1          | Wildcard   |

| 1:1 zápasy  | 1:1 zápasy | 1:1 zápasy | 1:1 zápasy | 1:1 zápasy |
| Tým         | Skóre      | Mapa       | Skóre      | Tým        |
| ----------- | ---------- | ---------- | ---------- | ---------- |
| BetBoom     | 13         | Anubis     | 3          | Legacy     |
| NRG         | 13         | Inferno    | 9          | Complexity |
| Lynn Vision | 10         | Dust II    | 13         | Nemiga     |
| OG          | 13         | Ancient    | 4          | TYLOO      |

| 0:2 zápasy        | 0:2 zápasy | 0:2 zápasy                                 | 0:2 zápasy | 0:2 zápasy |
| Tým               | Skóre      | Mapy                                       | Skóre      | Tým        |
| ----------------- | ---------- | ------------------------------------------ | ---------- | ---------- |
| Chinggis Warriors | 2          | Ancient (10:13) Mirage (13:11) Nuke (13:2) | 1          | Fluxo      |
| Imperial          | 2          | Nuke (16:13) Dust II (13:2) Mirage         | 0          | Metizport  |

#### Čtvrté kolo
| 2:1 zápasy | 2:1 zápasy | 2:1 zápasy                            | 2:1 zápasy | 2:1 zápasy |
| Tým        | Skóre      | Mapy                                  | Skóre      | Tým        |
| ---------- | ---------- | ------------------------------------- | ---------- | ---------- |
| OG         | 2          | Mirage (13:6) Nuke (13:3) Inferno     | 0          | NRG        |
| BetBoom    | 2          | Nuke (19:17) Anubis (16:14) Train     | 0          | Wildcard   |
| FlyQuest   | 0          | Ancient (9:13) Inferno (11:13) Anubis | 2          | Nemiga     |

| 1:2 zápasy  | 1:2 zápasy | 1:2 zápasy                                  | 1:2 zápasy | 1:2 zápasy        |
| Tým         | Skóre      | Mapy                                        | Skóre      | Tým               |
| ----------- | ---------- | ------------------------------------------- | ---------- | ----------------- |
| Imperial    | 1          | Inferno (2:13) Dust II (13:5) Mirage (4:13) | 2          | Legacy            |
| Complexity  | 0          | Train (8:13) Inferno (11:13) Anubis         | 2          | TYLOO             |
| Lynn Vision | 2          | Inferno (13:9) Nuke (10:13) Ancient (16:13) | 1          | Chinggis Warriors |

#### Páté kolo
| 2:2 zápasy | 2:2 zápasy | 2:2 zápasy                                  | 2:2 zápasy | 2:2 zápasy  |
| Tým        | Skóre      | Mapy                                        | Skóre      | Tým         |
| ---------- | ---------- | ------------------------------------------- | ---------- | ----------- |
| NRG        | 0          | Dust II (20:22) Inferno (8:13) Anubis       | 2          | Lynn Vision |
| MIBR       | 0          | Inferno (10:13) Nuke (6:13) Ancient         | 2          | FlyQuest    |
| FlyQuest   | 1          | Inferno (13:10) Mirage (3:13) Anubis (3:13) | 2          | TYLOO       |

## Stage 2
| #  | Tým         | V | P | VK  | PK  | RS  | BS | Kvalifikace            |
| -- | ----------- | - | - | --- | --- | --- | -- | ---------------------- |
| 1  | Legacy      | 3 | 0 | 52  | 35  | 17  | 2  | Kvalifikace do Stage 3 |
| 2  | Virtus.pro  | 3 | 0 | 55  | 28  | 27  | -2 | Kvalifikace do Stage 3 |
| 3  | paiN Gaming | 3 | 1 | 75  | 59  | 16  | 7  | Kvalifikace do Stage 3 |
| 4  | 3DMAX       | 3 | 1 | 59  | 45  | 14  | 2  | Kvalifikace do Stage 3 |
| 5  | FURIA       | 3 | 1 | 66  | 51  | 15  | 0  | Kvalifikace do Stage 3 |
| 6  | FaZe Clan   | 3 | 2 | 90  | 76  | 14  | 1  | Kvalifikace do Stage 3 |
| 7  | Nemiga      | 3 | 2 | 86  | 71  | 15  | 0  | Kvalifikace do Stage 3 |
| 8  | Lynn Vision | 3 | 2 | 77  | 75  | 2   | -1 | Kvalifikace do Stage 3 |
| 9  | B8          | 2 | 3 | 77  | 95  | -18 | 3  | Eliminace              |
| 10 | MIBR        | 2 | 3 | 105 | 122 | -17 | -0 | Eliminace              |
| 11 | Heroic      | 2 | 3 | 84  | 97  | -13 | -4 | Eliminace              |
| 12 | TYLOO       | 1 | 3 | 59  | 73  | -14 | -2 | Eliminace              |
| 13 | Falcons     | 1 | 3 | 96  | 96  | 0   | -3 | Eliminace              |
| 14 | M80         | 1 | 3 | 46  | 65  | -19 | -3 | Eliminace              |
| 15 | BetBoom     | 0 | 3 | 35  | 52  | -17 | 2  | Eliminace              |
| 16 | OG          | 0 | 3 | 44  | 66  | -22 | -1 | Eliminace              |

Osm týmů se kvalifikovalo do Stage 3 – ke kvalifikaci stačily tři výhry.

### Podrobnosti

#### První kolo
| Úvodní zápasy | Úvodní zápasy | Úvodní zápasy | Úvodní zápasy | Úvodní zápasy |
| Tým           | Skóre         | Mapy          | Skóre         | Tým           |
| ------------- | ------------- | ------------- | ------------- | ------------- |
| Falcons       | 8             | Ancient       | 13            | B8            |
| FaZe Clan     | 13            | Dust II       | 3             | Heroic        |
| 3DMAX         | 13            | Anubis        | 4             | BetBoom       |
| Virtus.pro    | 13            | Inferno       | 2             | OG            |
| paiN Gaming   | 13            | Dust II       | 7             | Nemiga        |
| FURIA         | 13            | Nuke          | 4             | Lynn Vision   |
| MIBR          | 10            | Nuke          | 13            | Legacy        |
| M80           | 9             | Train         | 13            | TYLOO         |

#### Druhé kolo
| 1:0 zápasy  | 1:0 zápasy | 1:0 zápasy | 1:0 zápasy | 1:0 zápasy |
| Tým         | Skóre      | Mapa       | Skóre      | Tým        |
| ----------- | ---------- | ---------- | ---------- | ---------- |
| paiN Gaming | 13         | Dust II    | 11         | FURIA      |
| Virtus.pro  | 13         | Dust II    | 3          | B8         |
| FaZe Clan   | 13         | Anubis     | 5          | TYLOO      |
| 3DMAX       | 7          | Inferno    | 19         | Legacy     |

| 0:1 zápasy | 0:1 zápasy | 0:1 zápasy | 0:1 zápasy | 0:1 zápasy  |
| Tým        | Skóre      | Mapa       | Skóre      | Tým         |
| ---------- | ---------- | ---------- | ---------- | ----------- |
| Falcons    | 9          | Nuke       | 13         | Lynn Vision |
| Heroic     | 13         | Mirage     | 9          | BetBoom     |
| M80        | 16         | Ancient    | 13         | OG          |
| MIBR       | 12         | Ancient    | 16         | Nemiga      |

#### Třetí kolo
| 2:0 zápasy  | 2:0 zápasy | 2:0 zápasy                             | 2:0 zápasy | 2:0 zápasy |
| Tým         | Skóre      | Mapy                                   | Skóre      | Tým        |
| ----------- | ---------- | -------------------------------------- | ---------- | ---------- |
| paiN Gaming | 0          | Dust II (10:13) Mirage (13:16) Ancient | 2          | Virtus.pro |
| FaZe Clan   | 0          | Mirage (7:13) Dust II (11:13) Nuke     | 2          | Legacy     |

| 1:1 zápasy | 1:1 zápasy | 1:1 zápasy | 1:1 zápasy | 1:1 zápasy  |
| Tým        | Skóre      | Mapa       | Skóre      | Tým         |
| ---------- | ---------- | ---------- | ---------- | ----------- |
| TYLOO      | 5          | Anubis     | 13         | Lynn Vision |
| 3DMAX      | 13         | Dust II    | 11         | Nemiga      |
| FURIA      | 13         | Dust II    | 8          | M80         |
| B8         | 13         | Dust II    | 10         | Heroic      |

| 0:2 zápasy | 0:2 zápasy | 0:2 zápasy                                 | 0:2 zápasy | 0:2 zápasy |
| Tým        | Skóre      | Mapy                                       | Skóre      | Tým        |
| ---------- | ---------- | ------------------------------------------ | ---------- | ---------- |
| OG         | 1          | Dust II (13:11) Nuke (10:13) Mirage (6:13) | 2          | Falcons    |
| MIBR       | 2          | Train (13:11) Anubis (13:11) Nuke          | 0          | BetBoom    |

#### Čtvrté kolo
| 2:1 zápasy  | 2:1 zápasy | 2:1 zápasy                                | 2:1 zápasy | 2:1 zápasy  |
| Tým         | Skóre      | Mapy                                      | Skóre      | Tým         |
| ----------- | ---------- | ----------------------------------------- | ---------- | ----------- |
| paiN Gaming | 2          | Dust II (13:8) Nuke (13:4) Anubis         | 0          | Lynn Vision |
| FaZe Clan   | 0          | Nuke (8:13) Inferno (9:13) Anubis         | 2          | 3DMAX       |
| FURIA       | 2          | Mirage (3:13) Train (13:6) Dust II (13:7) | 1          | B8          |

| 1:2 zápasy | 1:2 zápasy | 1:2 zápasy                                   | 1:2 zápasy | 1:2 zápasy |
| Tým        | Skóre      | Mapy                                         | Skóre      | Tým        |
| ---------- | ---------- | -------------------------------------------- | ---------- | ---------- |
| Nemiga     | 2          | Ancient (13:11) Dust II (13:2) Inferno       | 0          | M80        |
| TYLOO      | 1          | Ancient (16:12) Mirage (10:13) Train (10:13) | 2          | Heroic     |
| Falcons    | 1          | Ancient (13:6) Nuke (9:13) Inferno (20:22)   | 2          | MIBR       |

#### Páté kolo
| 2:2 zápasy | 2:2 zápasy | 2:2 zápasy                                  | 2:2 zápasy | 2:2 zápasy  |
| Tým        | Skóre      | Mapy                                        | Skóre      | Tým         |
| ---------- | ---------- | ------------------------------------------- | ---------- | ----------- |
| Nemiga     | 2          | Mirage (13:11) Dust II (13:9) Train         | 0          | Heroic      |
| B8         | 1          | Dust II (2:13) Ancient (13:9) Anubis (7:13) | 2          | Lynn Vision |
| FaZe Clan  | 2          | Anubis (13:4) Ancient (16:12) Nuke          | 0          | MIBR        |

## Stage 3
| #  | Tým           | V | P | VK  | PK  | RS  | BS | Kvalifikace            |
| -- | ------------- | - | - | --- | --- | --- | -- | ---------------------- |
| 1  | Team Spirit   | 3 | 0 | 52  | 28  | 24  | 1  | Kvalifikace do Stage 3 |
| 2  | FURIA         | 3 | 0 | 52  | 26  | 26  | -2 | Kvalifikace do Stage 3 |
| 3  | FaZe Clan     | 3 | 1 | 57  | 46  | 11  | -1 | Kvalifikace do Stage 3 |
| 4  | Natus Vincere | 3 | 1 | 84  | 86  | -2  | -3 | Kvalifikace do Stage 3 |
| 5  | Team Vitality | 3 | 1 | 55  | 33  | 22  | -7 | Kvalifikace do Stage 3 |
| 6  | The MongolZ   | 3 | 2 | 93  | 84  | 9   | -1 | Kvalifikace do Stage 3 |
| 7  | paiN Gaming   | 3 | 2 | 104 | 107 | -3  | -4 | Kvalifikace do Stage 3 |
| 8  | MOUZ          | 3 | 2 | 127 | 129 | -2  | -5 | Kvalifikace do Stage 3 |
| 9  | Virtus.pro    | 2 | 3 | 78  | 106 | -28 | 6  | Eliminace              |
| 10 | Legacy        | 2 | 3 | 94  | 80  | 14  | 2  | Eliminace              |
| 11 | G2 Esports    | 2 | 3 | 101 | 105 | -4  | 0  | Eliminace              |
| 12 | Aurora        | 1 | 3 | 53  | 68  | -15 | 5  | Eliminace              |
| 13 | 3DMAX         | 1 | 3 | 50  | 63  | -13 | 4  | Eliminace              |
| 14 | Lynn Vision   | 1 | 3 | 48  | 59  | -11 | 0  | Eliminace              |
| 15 | Nemiga        | 0 | 3 | 41  | 60  | -19 | 5  | Eliminace              |
| 16 | Team Liquid   | 0 | 3 | 52  | 65  | -13 | 0  | Eliminace              |

Osm týmů se kvalifikuje do Playoffs – ke kvalifikaci stačí tři výhry.

### Podrobnosti

#### První kolo
| Úvodní zápasy | Úvodní zápasy | Úvodní zápasy | Úvodní zápasy | Úvodní zápasy |
| Tým           | Skóre         | Mapy          | Skóre         | Tým           |
| ------------- | ------------- | ------------- | ------------- | ------------- |
| Team Vitality | 3             | Inferno       | 13            | Legacy        |
| MOUZ          | 11            | Mirage        | 13            | Virtus.pro    |
| Team Spirit   | 13            | Dust II       | 3             | paiN Gaming   |
| G2 Esports    | 5             | Nuke          | 13            | 3DMAX         |
| The MongolZ   | 11            | Inferno       | 13            | FURIA         |
| Aurora        | 13            | Anubis        | 5             | FaZe Clan     |
| NaVi          | 13            | Train         | 9             | Nemiga        |
| Team Liquid   | 5             | Dust II       | 13            | Lynn Vision   |

#### Druhé kolo
| 1:0 zápasy  | 1:0 zápasy | 1:0 zápasy | 1:0 zápasy | 1:0 zápasy  |
| Tým         | Skóre      | Mapa       | Skóre      | Tým         |
| ----------- | ---------- | ---------- | ---------- | ----------- |
| Aurora      | 7          | Dust II    | 13         | FURIA       |
| Legacy      | 11         | Ancient    | 13         | Virtus.pro  |
| Team Spirit | 13         | Dust II    | 7          | Lynn Vision |
| NaVi        | 16         | Inferno    | 14         | 3DMAX       |

| 0:1 zápasy    | 0:1 zápasy | 0:1 zápasy | 0:1 zápasy | 0:1 zápasy  |
| Tým           | Skóre      | Mapa       | Skóre      | Tým         |
| ------------- | ---------- | ---------- | ---------- | ----------- |
| Team Vitality | 13         | Dust II    | 6          | Nemiga      |
| MOUZ          | 10         | Ancient    | 13         | FaZe Clan   |
| G2 Esports    | 13         | Dust II    | 6          | paiN Gaming |
| The MongolZ   | 13         | Ancient    | 7          | Team Liquid |

#### Třetí kolo
| 2:0 zápasy  | 2:0 zápasy | 2:0 zápasy                         | 2:0 zápasy | 2:0 zápasy |
| Tým         | Skóre      | Mapy                               | Skóre      | Tým        |
| ----------- | ---------- | ---------------------------------- | ---------- | ---------- |
| FURIA       | 2          | Mirage (13:3) Train (13:5) Dust II | 0          | Virtus.pro |
| Team Spirit | 2          | Anubis (13:11) Train (13:3) Nuke   | 0          | NaVi       |

| 1:1 zápasy  | 1:1 zápasy | 1:1 zápasy | 1:1 zápasy | 1:1 zápasy    |
| Tým         | Skóre      | Mapa       | Skóre      | Tým           |
| ----------- | ---------- | ---------- | ---------- | ------------- |
| Legacy      | 8          | Anubis     | 13         | FaZe Clan     |
| 3DMAX       | 2          | Nuke       | 13         | Team Vitality |
| Aurora      | 4          | Inferno    | 13         | G2 Esports    |
| The MongolZ | 13         | Nuke       | 7          | Lynn Vision   |

| 0:2 zápasy  | 0:2 zápasy | 0:2 zápasy                                  | 0:2 zápasy | 0:2 zápasy  |
| Tým         | Skóre      | Mapy                                        | Skóre      | Tým         |
| ----------- | ---------- | ------------------------------------------- | ---------- | ----------- |
| MOUZ        | 2          | Dust II (13:8) Nuke (4:13) Mirage (22:19)   | 1          | Team Liquid |
| paiN Gaming | 2          | Ancient (8:13) Anubis (13:8) Dust II (13:7) | 1          | Nemiga      |

#### Čtvrté kolo
| 2:1 zápasy  | 2:1 zápasy | 2:1 zápasy                                   | 2:1 zápasy | 2:1 zápasy    |
| Tým         | Skóre      | Mapy                                         | Skóre      | Tým           |
| ----------- | ---------- | -------------------------------------------- | ---------- | ------------- |
| The MongolZ | 0          | Ancient (11:13) Anubis (4:13) Nuke           | 2          | FaZe Clan     |
| Virtus.pro  | 0          | Train (6:13) Dust II (6:13) Inferno          | 2          | Team Vitality |
| NaVi        | 2          | Mirage (13:10) Anubis (9:13) Inferno (19:16) | 1          | G2 Esports    |

| 1:2 zápasy | 1:2 zápasy | 1:2 zápasy                                  | 1:2 zápasy | 1:2 zápasy  |
| Tým        | Skóre      | Mapy                                        | Skóre      | Tým         |
| ---------- | ---------- | ------------------------------------------- | ---------- | ----------- |
| Legacy     | 2          | Dust II (2:13) Inferno (13:3) Nuke (13:5)   | 1          | Lynn Vision |
| 3DMAX      | 0          | Inferno (9:13) Nuke (12:16) Ancient         | 2          | paiN Gaming |
| Aurora     | 1          | Train (10:13) Inferno (13:11) Mirage (6:13) | 2          | MOUZ        |

#### Páté kolo
| 2:2 zápasy  | 2:2 zápasy | 2:2 zápasy                                   | 2:2 zápasy | 2:2 zápasy  |
| Tým         | Skóre      | Mapy                                         | Skóre      | Tým         |
| ----------- | ---------- | -------------------------------------------- | ---------- | ----------- |
| Legacy      | 1          | Ancient (13:4) Inferno (11:13) Nuke (10:13)  | 2          | MOUZ        |
| The MongolZ | 2          | Ancient (13:6) Dust II (28:25) Inferno       | 0          | G2 Esports  |
| Virtus.pro  | 1          | Mirage (8:13) Inferno (13:6) Dust II (11:13) | 2          | paiN Gaming |

## Play-off (Playoff Stage)
|  | Čtvrtfinále | Čtvrtfinále   | Čtvrtfinále   | Čtvrtfinále | Čtvrtfinále |    |           | Semifinále  | Semifinále | Semifinále | Semifinále | Semifinále |   |               | Finále | Finále | Finále | Finále | Finále |
|  |             |               |               |             |             |    |           |             |            |            |            |            |   |               |        |        |        |        |        |
|  | 1           | Team Spirit   | 25            | 9           | 10          |    |           |             |            |            |            |            |   |               |        |        |        |        |        |
|  | 8           | MOUZ          | 21            | 13          | 13          |    |           |             |            |            |            |            |   |               |        |        |        |        |        |
|  | 8           | MOUZ          | 21            | 13          | 13          |    | 8         | MOUZ        | 8          | 13         | 6          |            |   |               |        |        |        |        |        |
|  |             |               |               |             |             |    | 8         | MOUZ        | 8          | 13         | 6          |            |   |               |        |        |        |        |        |
|  |             | 5             | Team Vitality | 13          | 4           | 13 |           |             |            |            |            |            |   |               |        |        |        |        |        |
|  | 4           | 5             | Team Vitality | 13          | 4           | 13 | NaVi      | 9           | 11         | -          |            |            |   |               |        |        |        |        |        |
|  | 4           |               |               |             |             |    | NaVi      | 9           | 11         | -          |            |            |   |               |        |        |        |        |        |
|  | 5           | Team Vitality | 13            | 13          | -           |    |           |             |            |            |            |            |   |               |        |        |        |        |        |
|  | 5           | Team Vitality | 13            | 13          | -           |    |           |             |            |            |            |            | 5 | Team Vitality | 5      | 13     | 13     |        |        |
|  |             |               |               |             |             |    |           |             |            |            |            |            |   | Team Vitality | 5      | 13     | 13     |        |        |
|  |             | 6             | The MongolZ   | 13          | 4           | 6  |           |             |            |            |            |            |   |               |        |        |        |        |        |
|  | 3           | 6             | The MongolZ   | 13          | 4           | 6  | FaZe Clan | 9           | 11         | -          |            |            |   |               |        |        |        |        |        |
|  | 3           |               |               |             |             |    | FaZe Clan | 9           | 11         | -          |            |            |   |               |        |        |        |        |        |
|  | 6           | The MongolZ   | 13            | 13          | -           |    |           |             |            |            |            |            |   |               |        |        |        |        |        |
|  | 6           | The MongolZ   | 13            | 13          | -           |    | 6         | The MongolZ | 13         | 13         | -          |            |   |               |        |        |        |        |        |
|  |             |               |               |             |             |    | 6         | The MongolZ | 13         | 13         | -          |            |   |               |        |        |        |        |        |
|  |             | 7             | paiN Gaming   | 5           | 5           | -  |           |             |            |            |            |            |   |               |        |        |        |        |        |
|  | 2           | 7             | paiN Gaming   | 5           | 5           | -  | FURIA     | 13          | 8          | 12         |            |            |   |               |        |        |        |        |        |
|  | 2           |               |               |             |             |    | FURIA     | 13          | 8          | 12         |            |            |   |               |        |        |        |        |        |
|  | 7           | paiN Gaming   | 6             | 13          | 16          |    |           |             |            |            |            |            |   |               |        |        |        |        |        |

## Showmatch
| Stream Team                 | 13                           | 11 | Team USA                 |
| Mark "ohnePixel" Zimmermann |                              |    | Tyler "Skadoodle" Latham |
| Edona "dona" Muliu          | Jordan "n0thing" Gilbert     |    |                          |
| Alexandre "gAuLeS" Chiqueta | Michael "Grim" Wince         |    |                          |
| Maksim "shadowkek" Pavlov   | Jonathan "EliGE" Jablonowski |    |                          |
| Vadim "Evelone192" Kozakov  | Minh "Gooseman" Le           |    |                          |

## Konečné pořadí
| Umístění | Prize Money | Tým               | Roster                                        | Trenér         |
| -------- | ----------- | ----------------- | --------------------------------------------- | -------------- |
| 1.       | 500,000$    | Team Vitality     | apEX, ZywOo, flameZ, mezii, ropz              | XTQZZZ         |
| 2.       | 170,000$    | The MongolZ       | bLitz, Techno4K, 910, mzinho, Senzu           | maaRaa         |
| 3.-4.    | 80,000$     | MOUZ              | torzsi, xertioN, Jimpphat, Brollan, Spinx     | sycrone        |
| 3.-4.    | 80,000$     | paiN Gaming       | biguzera, nqz, snow, dav1deuS, dgt            | rikz           |
| 5.-8.    | 45,000$     | Team Spirit       | chopper, magixx, zont1x, donk, sh1ro          | hally          |
| 5.-8.    | 45,000$     | FURIA             | yuurih, KSCERATO, FalleN, molodoy, YEKINDAR   | sidde          |
| 5.-8.    | 45,000$     | NaVi              | b1t, Aleksib, jL, iM, w0nderful               | B1ad3          |
| 5.-8.    | 45,000$     | FaZe Clan         | rain, karrigan, frozen, EliGE, s1mple         | NEO            |
| 9.-11.   | 20,000$     | Legacy            | latto, dumau, saadzin, n1ssim, lux            | chucky         |
| 9.-11.   | 20,000$     | G2 Esports        | huNter-, malbsMd, Snax, HeavyGod, hades       | TaZ            |
| 9.-11.   | 20,000$     | Virtus.pro        | FL1T, fame, electroNic, FL4MUS, ICY           | F_1N           |
| 12.-14.  | 20,000$     | Aurora            | XANTARES, MAJ3R, Wicadia, woxic, jottAAA      | Fabre          |
| 12.-14.  | 20,000$     | 3DMAX             | Lucky, Ex3rcice, Maka, Graviti, bodyy         | wasiNk         |
| 12.-14.  | 20,000$     | Lynn Vision       | westmelon, z4kr, EmiliaQAQ, Starry, CALLM3SU3 | Gum            |
| 15.-16.  | 20,000$     | Team Liquid       | NAF, Twistzz, ultimate, NertZ, siuhy          | DeMars DeRover |
| 15.-16.  | 20,000$     | Nemiga            | 1eeR, khaN, riskyb0b, Xant3r, zweih           | box            |
| 17.-19.  | 10,000$     | Heroic            | SunPayus, LNZ, yxngstxr, xfl0ud, tN1R         | sAw            |
| 17.-19.  | 10,000$     | B8                | npl, esenthial, headtr1ck, alex666, kensizor  | Maddened       |
| 17.-19.  | 10,000$     | MIBR              | exit, brnz4n, insani, saffee, Lucaozy         | brn$           |
| 20.-22.  | 10,000$     | TYLOO             | Attacker, JamYoung, Moseyuh, Mercury, Jee     | zhokiNg        |
| 20.-22.  | 10,000$     | M80               | Swisher, reck, slaxz-, s1n, Lake              | dephh          |
| 20.-22.  | 10,000$     | Falcons           | Magisk, NiKo, TeSeS, kyxsan, m0NESY           | zonic          |
| 23.-24.  | 10,000$     | OG                | F1KU, Chr1zN, Buzz, spooke, nicoodoz          | Lambert        |
| 23.-24.  | 10,000$     | BetBoom           | s1ren, zorte, Magnojez, Ax1Le, Boombl4        | RAiLWAY        |
| 25.-27.  | 0$          | FlyQuest          | INS, Liazz, Vexite, regali, nettik            | erkaSt         |
| 25.-27.  | 0$          | NRG               | oSee, Hext, nitr0, Jeorge, br0                | daps           |
| 25.-27.  | 0$          | Wildcard          | stanislaw, JBa, Sonic, susp, phzy             | vinS           |
| 28.-30.  | 0$          | Imperial          | VINI, noway, decenty, try, chayJESUS          | zakk           |
| 28.-30.  | 0$          | Chinggis Warriors | controlez, ROUX, ariucle, efire, cool4st      | carnage        |
| 28.-30.  | 0$          | Complexity        | JT, Grim, Cxzi, nicx, junior                  | -              |
| 31.-32.  | 0$          | Fluxo             | zevy, arT, kye, piriajr, mlhzin               | bobz           |
| 31.-32.  | 0$          | Metizport         | adamb, Plopski, L00m1, isak, hampus           | abdi           |